# Roadracing-VM 2000
Världsmästerskapen i Roadracing 2000 arrangerades av Internationella motorcykelförbundet och innehöll klasserna 500GP, 250GP och 125GP i Grand Prix-serien samt Superbike, Supersport och Endurance. VM-titlar delades ut till bästa individ och till bästa konstruktör.
| Världsmästare i roadracing 2000 | Världsmästare i roadracing 2000        | Världsmästare i roadracing 2000 |
| Klass                           | Mästare individuellt                   | Mästare konstruktörer           |
| ------------------------------- | -------------------------------------- | ------------------------------- |
| 500GP                           | Kenny Roberts Jr. (Suzuki)             | Yamaha                          |
| 250GP                           | Olivier Jacque (Yamaha)                | Yamaha                          |
| 125GP                           | Roberto Locatelli (Aprilia)            | Honda                           |
| Superbike                       | Colin Edwards (Honda)                  | Ducati                          |
| Supersport                      | Jörg Teuchert (Yamaha)                 | Yamaha                          |
| Endurance                       | Peter Lindén, Warwick Nowland (Suzuki) | Suzuki                          |

## GP-serien
GP-säsongen 2000 kördes över 16 deltävlingar. 

### 500GP
Världsmästare i 500GP blev Kenny Roberts Jr från USA.

### Delsegrare
| Bana           | Vinnare          | Märke  |
| -------------- | ---------------- | ------ |
| Welkom         | Garry McCoy      | Yamaha |
| Sepang         | Kenny Roberts Jr | Suzuki |
| Suzuka         | Norifumi Abe     | Yamaha |
| Jerez          | Kenny Roberts Jr | Suzuki |
| Le Mans        | Àlex Crivillé    | Honda  |
| Mugello        | Loris Capirossi  | Honda  |
| Barcelona      | Kenny Roberts Jr | Suzuki |
| Assen          | Alex Barros      | Honda  |
| Donington Park | Valentino Rossi  | Honda  |
| Sachsenring    | Alex Barros      | Honda  |
| Brno           | Max Biaggi       | Yamaha |
| Estoril        | Garry McCoy      | Yamaha |
| Valencia       | Garry McCoy      | Yamaha |
| Rio de Janeiro | Valentino Rossi  | Honda  |
| Motegi         | Kenny Roberts Jr | Suzuki |
| Phillip Island | Max Biaggi       | Yamaha |

### Slutställning
| Placering | Förare           | Team                | Poäng |
| --------- | ---------------- | ------------------- | ----- |
| 1         | Kenny Roberts Jr | Team Suzuki         | 258   |
| 2         | Valentino Rossi  | Nastro Azzuro Honda | 209   |
| 3         | Max Biaggi       | Marlboro Yamaha     | 170   |
| 4         | Alex Barros      | West Pons Honda     | 163   |
| 5         | Garry McCoy      | WCM Red Bull Yamaha | 161   |
| 6         | Carlos Checa     | Marlboro Yamaha     | 155   |

## 250GP
Frankrike fick en mästerskapstitel i 250GP-klassen genom att den talangfulle Olivier Jacque som inför denna säsong fick konkurrenskraftigt material av Yamaha och äntligen kunde göra sig själv rättvisa. Kampen om VM-bucklan var dock stenhård där tre ryttare; Jacque och japanerna Shinya Nakano och Daijiro Kato, hade chans till segern ännu i säsongsfinalen på Phillip Island. Jacque knep dock seger i detta sista lopp och säkrade VM-segern.

### Delsegrare
| Bana           | Vinnare        | Märke   |
| -------------- | -------------- | ------- |
| Welkom         | Shinya Nakano  | Yamaha  |
| Sepang         | Shinya Nakano  | Yamaha  |
| Suzuka         | Daijiro Kato   | Honda   |
| Jerez          | Ralf Waldmann  | Aprilia |
| Le Mans        | Tohru Ukawa    | Honda   |
| Mugello        | Shinya Nakano  | Yamaha  |
| Barcelona      | Olivier Jacque | Yamaha  |
| Assen          | Tohru Ukawa    | Honda   |
| Donington Park | Ralf Waldmann  | Aprilia |
| Sachsenring    | Olivier Jacque | Yamaha  |
| Brno           | Shinya Nakano  | Yamaha  |
| Estoril        | Daijiro Kato   | Honda   |
| Valencia       | Shinya Nakano  | Yamaha  |
| Rio de Janeiro | Daijiro Kato   | Honda   |
| Motegi         | Daijiro Kato   | Honda   |
| Phillip Island | Olivier Jacque | Yamaha  |

### Slutställning
| Placering | Förare         | Märke   | Poäng |
| --------- | -------------- | ------- | ----- |
| 1         | Olivier Jacque | Yamaha  | 279   |
| 2         | Shinya Nakano  | Yamaha  | 272   |
| 3         | Daijiro Kato   | Honda   | 259   |
| 4         | Tohru Ukawa    | Honda   | 239   |
| 5         | Marco Melandri | Aprilia | 159   |
| 6         | Anthony West   | Honda   | 146   |

## 125GP
Världsmästare blev Roberto Locatelli, Italien.

### Delsegrare
| Bana           | Vinnare           | Märke   |
| -------------- | ----------------- | ------- |
| Welkom         | Arnaud Vincent    | Aprilia |
| Sepang         | Roberto Locatelli | Aprilia |
| Suzuka         | Youichi Ui        | Derbi   |
| Jerez          | Emilio Alzamora   | Honda   |
| Le Mans        | Youichi Ui        | Derbi   |
| Mugello        | Roberto Locatelli | Aprilia |
| Barcelona      | Simone Sanna      | Aprilia |
| Assen          | Youichi Ui        | Derbi   |
| Donington Park | Youichi Ui        | Derbi   |
| Sachsenring    | Youichi Ui        | Derbi   |
| Brno           | Roberto Locatelli | Aprilia |
| Estoril        | Emilio Alzamora   | Honda   |
| Valencia       | Roberto Locatelli | Aprilia |
| Rio de Janeiro | Simone Sanna      | Aprilia |
| Motegi         | Roberto Locatelli | Aprilia |
| Phillip Island | Masao Azuma       | Honda   |

### Slutställning
| Plats | Förare            | Märke   | Poäng |
| ----- | ----------------- | ------- | ----- |
| 1     | Roberto Locatelli | Aprilia | 230   |
| 2     | Youichi Ui        | Derbi   | 217   |
| 3     | Emilio Alzamora   | Honda   | 203   |
| 4     | Masao Azuma       | Honda   | 174   |
| 5     | Noboru Ueda       | Honda   | 152   |
| 6     | Simone Sanna      | Aprilia | 132   |
| 7     | Arnaud Vincent    | Aprilia | 131   |
| 8     | Mirko Giansanti   | Aprilia | 129   |

## Övriga VM-klasser
Utöver de tre Grand Prix-klasserna delade FIM ut världsmästerskap i tre klasser: Superbike, Supersport och Endurance. Sidvagn hade endast status av Worldcup, vilken vanns av Steve Webster / David James från Storbritannien.

### Superbike
Superbike-VM avgjordes över 13 omgångar (26 heat). Säsongen inleddes den 2 april i Sydafrika och avslutades den 15 oktober i Storbritannien. Amerikanen Colin Edwards på Honda blev världsmästare. Ducati vann världsmästerskapet för konstruktörer.
Slutställning
| Plats | Förare              | Märke    | Poäng |
| ----- | ------------------- | -------- | ----- |
| 1     | Colin Edwards       | Honda    | 400   |
| 2     | Noriyuki Haga       | Yamaha   | 335   |
| 3     | Troy Corser         | Aprilia  | 310   |
| 4     | Pierfrancesco Chili | Suzuki   | 258   |
| 5     | Akira Yanagawa      | Kawasaki | 247   |
| 6     | Troy Bayliss        | Ducati   | 243   |
| 7     | Ben Bostrom         | Ducati   | 174   |
| 8     | Aaron Slight        | Honda    | 153   |

### Supersport
Supersport-VM avgjordes över 11 omgångar. Supersport kördes vid samma tävlingshelger som Superbike-VM utom i USA. Tysken Jörg Teuchert på Yamaha blev världsmästare.
Slutställning
1. Jörg Teuchert, 136 p.
2. Paolo Casoli, 133 p.
3. Stéphane Chambon, 133 p.
4. Christian Kellner, 122 p.
5. Karl Muggeridge, 113 p.
6. Jamie Whitham, 104 p.
7. Rubén Xaus, 77 p.

### Endurance
Endurance-VM för motorcyklar avgjordes i sex deltävlingar: Le Mans 24-timmars 15-16 april, Estoril 8-timmars 28 maj, Liege 24-timmars 15-16 juli, Suzuka 8-timmars 30 juli, Oschersleben 24-timmars 12-13 augusti och Bol d'Or (24 timmar) 16-17 september.
Världsmästare blev Suzukiförarna Peter Lindén från Sverige och Warwick Nowland från Nya Zeeland. Deras stallkamrat Stéphane Mertens blev trea. Suzuki vann också konstruktörsmästerskapet. Detta var sista året individuella världsmästare utnämndes. Därefter har teamen fått VM-titeln istället.
Slutställning
1. Peter Lindén och Warwick Nowland, 137 p.
2. _
3. Stéphane Mertens, 130 p.
4. Sébastien Scarnato, Christophe Guyot och Nicolas Dussauge, 112 p.